# 섀넌 재버도스
섀넌 린 재버도스(영어: Shannon Lynn Szabados, 영어 발음: /ˈʃæn.ən ˈzæb.ə.dɒːs/, 1986년 8월 6일~)는 캐나다의 여자 아이스하키 선수로 포지션은 골텐더이다. 캐나다 여자 아이스하키 국가대표팀의 일원으로 2010년, 2014년 동계 올림픽에서 금메달을 획득했고 2018년 동계 올림픽에서 은메달을 획득했다. 또한 2010년 올림픽에서 여자 아이스하키 올스타와 최우수 골텐더로 선정되었으며 세계 선수권 대회에서 금메달 1개, 은메달 4개, 동메달 1개를 획득했다.